# 紅檜松蘭
紅檜松蘭（学名：Gastrochilus raraensis）为蘭科松蘭(肚唇蘭)屬下的一个种。